# Attenti a quei due - La sfida (prima edizione)
La prima edizione di Attenti a quei due - La sfida si svolse dall'8 gennaio al 12 febbraio 2011.

## Giurati
La giuria per ogni puntata è composta da vip sempre diversi.

### Puntata pilota
- Barbara De Rossi
- Alessandra Celentano
- Mara Maionchi

### Prima puntata
- Mara Venier
- Paola Perego
- Gigliola Cinquetti

### Seconda puntata
- Paola Barale
- Gloria Guida
- Gigliola Cinquetti

### Terza puntata
- Lino Banfi
- Lorella Cuccarini
- Catherine Spaak
- Gigliola Cinquetti

### Quarta puntata
- Massimo Ghini
- Simona Izzo
- Gigliola Cinquetti

### Quinta puntata
- Rossella Brescia
- Tosca D'Aquino
- Gigliola Cinquetti
- Cristiano Malgioglio

### Sesta puntata
- Gloria Guida
- Elisa Isoardi
- Nino Frassica
- Gigliola Cinquetti

## Ospiti
- Prima puntata: Romina Power, Natalia Titova, Samanta Togni, Angela Luce, Francesca Alotta, Walter Brugiolo, Viviana Stucchi

- Seconda puntata: Fausto Leali, Amedeo Minghi, Toto Cutugno, Hoara Borselli, Cristina Chiabotto

- Terza puntata: Pooh, Matilde Brandi, Pamela Prati, Marco Berry, Mago Martin

- Quarta puntata: Emanuela Aureli, Pamela Camassa, Peppino Di Capri, Marco Marzocca, Gigi Marzullo, Ron

- Quinta puntata: Miriana Trevisan, Laura Freddi, alcuni bambini di Ti lascio una canzone, Nino Frassica, Cristiano Malgioglio, Alice Bellagamba, Centocelle Nightmare, Daniela Goggi, Mita Medici, Sammy Barbot

- Sesta puntata: Matia Bazar, Orietta Berti, Pamela Camassa, Laura Freddi, Hoara Borselli, Cristiano Malgioglio, Matilde Brandi

## Le Magnifiche Prede
Le Magnifiche Prede sono il premio della sfida tra i due conduttori.
- Puntata pilota: Alena Šeredová
- Prima puntata: Serena Autieri
- Seconda puntata: Martina Colombari
- Terza puntata: Serena Rossi
- Quarta puntata: Eva Riccobono
- Quinta puntata: Manuela Arcuri
- Sesta puntata: Manuela Arcuri

## Penitenze ai conduttori

### Puntata pilota
- Cena con Mara Maionchi

### Prima puntata
- Fare da baby sitter

### Seconda Puntata
- Accudire delle pecore

### Terza Puntata
- Fare il mozzo su un peschereccio

### Quarta Puntata
- Fare l'arrotino per un giorno

### Quinta puntata
- Fare il fruttivendolo al mercato rionale di Napoli

### Sesta puntata
- Sottoporsi alla prova di coraggio del maestro di coltelli Colombaioni Giancarlo

## Vittorie dei conduttori
| Presentatore    | Vittorie |
| --------------- | -------- |
| Fabrizio Frizzi | 3        |
| Max Giusti      | 3        |

NOTA: È esclusa la puntata pilota

## Ascolti
| Puntata | Messa in onda    | Telespettatori | Share  |
| ------- | ---------------- | -------------- | ------ |
| 1       | 8 gennaio 2011   | 4 292 000      | 19,61% |
| 2       | 15 gennaio 2011  | 3 905 000      | 17,94% |
| 3       | 22 gennaio 2011  | 3 868 000      | 17,77% |
| 4       | 29 gennaio 2011  | 3 612 000      | 16,19% |
| 5       | 5 febbraio 2011  | 4 179 000      | 17,97% |
| 6       | 12 febbraio 2011 | 4 238 000      | 18,33% |
| Media   | Media            | 4 118 000      | 18,69% |